# Heliconia densiflora
Heliconia densiflora là một loài thực vật có hoa trong họ Heliconiaceae. Loài này được Verl. mô tả khoa học đầu tiên năm 1869.